# Fairbury (Nebraska)
Fairbury – miasto w Stanach Zjednoczonych, w stanie Nebraska, siedziba administracyjna hrabstwa Jefferson.